# Запань (Вологодская область)
Запань — деревня в Великоустюгском районе Вологодской области. Была в составе Нижнеерогодского сельского поселения (Нижегородский сельсовет). В результате объединения Нижнеерогодского сельского поселения с Марденгским входит в состав Марденгского сельского поселения с административным центром в деревне Благовещенье.

## География
Расстояние по автодороге до районного центра Великого Устюга — 38 км, до бывшего центра муниципального образования Лодейки — 3,5 км. Ближайшие населённые пункты — Соловьёво, Ровдино, Рупосово, Нижний Прилук.

## Население
По данным переписи в 2002 году постоянного населения не было.
| 2010 |
| ---- |
| 3    |

## Известные уроженцы
- Фирсов, Василий Николаевич (1951—2010) — русский прозаик, сказочник, фольклорист.